# Campeonato de Fútbol de Costa Rica 2001-2002
La temporada 2001-02 de la Primera División de Costa Rica, fue la edición 83° del torneo de liga de fútbol de dicho país, iniciando en julio de 2001 y finalizando en mayo de 2002.
El equipo Alajuelense se proclamó campeón de la temporada tras vencer al Santos de Guápiles en la final nacional, por lo que consiguió su segundo tricampeonato en la historia, luego de cuarenta y dos años de haber logrado el primero.

## Sistema de competición
La temporada de la Primera División está conformada en dos partes:
- Torneo de Apertura: Se integra por las 22 jornadas del certamen, jugándose desde agosto hasta diciembre.
- Torneo de Clausura: Se integra por las 22 jornadas del certamen, jugándose desde enero hasta junio.

El líder de cada campeonato obtiene un cupo para la gran final por el título. En caso de que si un equipo ocupa el primer lugar de ambas competencias, se proclama campeón automáticamente.
Tanto en el torneo de Apertura como en el Clausura se observará el sistema de puntos. La ubicación en la tabla general está sujeta a lo siguiente:
- Por juego ganado se obtendrán tres puntos.
- Por juego empatado se obtendrá un punto.
- Por juego perdido no se otorgan puntos.

En esta fase participan los 12 clubes de la máxima categoría jugando durante las 22 jornadas respectivas, que en total se alcanzaría los 44 partidos disputados a visita recíproca a lo largo de la temporada. De la misma manera, habría dos juegos adicionales si ocurriera una final nacional.
El orden de los clubes al final de las dos vueltas del torneo corresponderá a la suma de los puntos obtenidos por cada uno de ellos y se presentará en forma descendente. Si al finalizar las 22 jornadas por cada torneo, dos o más clubes estuviesen empatados en puntos, su posición en la tabla general será determinada atendiendo a los siguientes criterios de desempate:
1. Mayor diferencia positiva general de goles. Este resultado se obtiene mediante la sumatoria de los goles anotados a todos los rivales, en cada campeonato menos los goles recibidos de estos.
2. Mayor cantidad de goles a favor, anotados a todos los rivales dentro de la misma competencia.
3. Mejor puntuación particular que hayan conseguido en las confrontaciones particulares entre ellos mismos.
4. Mayor diferencia positiva particular de goles, la cual se obtiene sumando los goles de los equipos empatados y restándole los goles recibidos.
5. Mayor cantidad de goles a favor que hayan conseguido en las confrontaciones entre ellos mismos.
6. Como última alternativa, la UNAFUT realizaría un sorteo para el desempate.

## Información de los equipos
| Equipo              | Entrenador             | Ciudad                  | Estadio           | Capacidad | Fundación      |
| ------------------- | ---------------------- | ----------------------- | ----------------- | --------- | -------------- |
| A. D. Carmelita     | Álvaro Solano          | Grecia, Alajuela        | Allen Riggioni    | 4 000     | 1948 (53 años) |
| A. D. Limonense     | Sady Gutiérrez         | Limón                   | Juan Gobán        | 3 500     | 1961 (40 años) |
| A. D. Municipal Osa | Juan Luis Hernández    | Osa, Puntarenas         | Municipal de Osa  | 2 500     | 1983 (18 años) |
| A. D. Santa Bárbara | Walter Ormeño          | Santa Bárbara, Heredia  | Carlos Alvarado   | 2 000     | 1943 (59 años) |
| A. D. San Carlos    | Odir Jacques           | San Carlos, Alajuela    | Carlos Ugalde     | 5 600     | 1965 (36 años) |
| C. S. Cartaginés    | Carlos De Toro         | Cartago                 | "Fello" Meza      | 13 500    | 1906 (95 años) |
| C. S. Herediano     | Carlos Watson          | Heredia                 | Rosabal Cordero   | 8 721     | 1921 (80 años) |
| Deportivo Saprissa  | Vladimir Quesada       | Tibás, San José         | Ricardo Saprissa  | 23 112    | 1935 (66 años) |
| L. D. Alajuelense   | Jorge Luis Pinto       | Alajuela                | Morera Soto       | 17 895    | 1919 (82 años) |
| Liberia             | Orlando de León        | Liberia, Guanacaste     | Edgardo Baltodano | 5 797     | 1977 (24 años) |
| Pérez Zeledón       | Luis Fernández Texeira | Pérez Zeledón, San José | Municipal         | 6 100     | 1991 (10 años) |
| Santos de Guápiles  | Ronald Mora            | Guápiles, Limón         | Ebal Rodríguez    | 4 500     | 1961 (40 años) |

### Equipos por provincia
| Saprissa Herediano Carmelita Santa Bárbara Alajuelense San Carlos Limonense Pérez Zeledón Cartaginés Osa Santos Liberia |

| Provincia  | N.º | Equipos                          |
| ---------- | --- | -------------------------------- |
| Alajuela   | 3   | Alajuelense Carmelita San Carlos |
| San José   | 2   | Deportivo Saprissa Pérez Zeledón |
| Heredia    | 2   | Herediano Santa Bárbara          |
| Limón      | 2   | Santos de Guápiles Limonense     |
| Guanacaste | 1   | Liberia                          |
| Puntarenas | 1   | Osa                              |
| Cartago    | 1   | Cartaginés                       |

### Ascenso y descenso
| a la Segunda División      |
| -------------------------- |
| A. D. Municipal Puntarenas |

| a la Primera División |
| --------------------- |
| Liberia               |

## Torneo de Apertura

### Tabla de posiciones
| Pos. | Equipo              | Pts. | PJ | PG | PE | PP | GF | GC | Dif. |
| ---- | ------------------- | ---- | -- | -- | -- | -- | -- | -- | ---- |
| 1.º  | Santos de Guápiles  | 44   | 22 | 12 | 8  | 2  | 43 | 24 | 19   |
| 2.º  | Deportivo Saprissa  | 41   | 22 | 11 | 8  | 3  | 46 | 32 | 14   |
| 3.º  | L. D. Alajuelense   | 40   | 22 | 11 | 7  | 4  | 49 | 28 | 21   |
| 4.º  | C. S. Herediano     | 32   | 22 | 8  | 8  | 6  | 36 | 28 | 8    |
| 5.º  | A. D. San Carlos    | 30   | 22 | 7  | 9  | 6  | 38 | 36 | 2    |
| 6.º  | A. D. Santa Bárbara | 28   | 22 | 7  | 7  | 8  | 34 | 33 | 1    |
| 7.º  | A. D. Carmelita     | 27   | 22 | 7  | 6  | 9  | 30 | 34 | −4   |
| 8.º  | Liberia             | 26   | 22 | 7  | 5  | 10 | 25 | 33 | −8   |
| 9.º  | A. D. Municipal Osa | 23   | 22 | 6  | 5  | 11 | 22 | 36 | −14  |
| 10.º | Pérez Zeledón       | 21   | 22 | 5  | 6  | 11 | 22 | 31 | −9   |
| 11.º | C. S. Cartaginés    | 21   | 22 | 4  | 9  | 9  | 29 | 43 | −14  |
| 12.º | A. D. Limonense     | 21   | 22 | 5  | 6  | 11 | 28 | 42 | −14  |

|  | Campeón del torneo |

### Resumen de resultados
| Local / Visita      | ADC   | ADL   | SB    | SC    | CSC   | CSH   | SAP   | LDA   | LIB   | OSA   | MPZ   | SAN   |
| ------------------- | ----- | ----- | ----- | ----- | ----- | ----- | ----- | ----- | ----- | ----- | ----- | ----- |
| A. D. Carmelita     |       | 1 - 0 | 1 - 2 | 2 - 1 | 3 - 3 | 2 - 1 | 2 - 2 | 3 - 2 | 4 - 1 | 2 - 0 | 0 - 1 | 0 - 2 |
| A. D. Limonense     | 1 - 2 |       | 2 - 1 | 1 - 1 | 2 - 1 | 0 - 0 | 3 - 4 | 1 - 4 | 1 - 2 | 0 - 1 | 2 - 1 | 1 - 0 |
| A. D. Santa Bárbara | 4 - 1 | 1 - 1 |       | 0 - 0 | 4 - 2 | 2 - 0 | 0 - 1 | 0 - 3 | 0 - 0 | 4 - 0 | 1 - 0 | 2 - 2 |
| A. D. San Carlos    | 0 - 0 | 1 - 2 | 5 - 2 |       | 1 - 1 | 4 - 1 | 1 - 4 | 2 - 2 | 1 - 1 | 2 - 1 | 3 - 2 | 3 - 1 |
| C. S. Cartaginés    | 1 - 1 | 3 - 3 | 2 - 0 | 0 - 0 |       | 0 - 3 | 1 - 3 | 1 - 4 | 2 - 2 | 1 - 1 | 2 - 1 | 1 - 1 |
| C. S. Herediano     | 4 - 2 | 3 - 3 | 1 - 1 | 3 - 1 | 1 - 2 |       | 4 - 1 | 3 - 3 | 2 - 0 | 2 - 0 | 2 - 1 | 1 - 1 |
| Deportivo Saprissa  | 3 - 2 | 3 - 2 | 2 - 2 | 4 - 1 | 3 - 1 | 1 - 1 |       | 0 - 1 | 4 - 3 | 3 - 1 | 1 - 1 | 0 - 1 |
| L. D. Alajuelense   | 1 - 0 | 5 - 1 | 2 - 2 | 3 - 2 | 1 - 1 | 2 - 1 | 0 - 0 |       | 2 - 0 | 3 - 1 | 5 - 0 | 0 - 2 |
| Liberia             | 0 - 0 | 3 - 1 | 1 - 0 | 0 - 2 | 1 - 0 | 0 - 2 | 2 - 2 | 2 - 1 |       | 2 - 0 | 0 - 1 | 1 - 2 |
| Municipal Osa       | 3 - 1 | 2 - 1 | 2 - 1 | 1 - 1 | 3 - 2 | 0 - 0 | 0 - 2 | 2 - 2 | 2 - 0 |       | 1 - 1 | 0 - 1 |
| Pérez Zeledón       | 1 - 0 | 0 - 0 | 2 - 3 | 3 - 2 | 0 - 1 | 1 - 0 | 2 - 2 | 2 - 2 | 1 - 2 | 1 - 0 |       | 1 - 1 |
| Santos de Guápiles  | 1 - 1 | 3 - 0 | 3 - 2 | 3 - 3 | 5 - 1 | 1 - 1 | 1 - 1 | 2 - 1 | 3 - 2 | 5 - 1 | 3 - 1 |       |

|  | Victoria del equipo local     |
|  | Empate                        |
|  | Victoria del equipo visitante |

## Torneo de Clausura

### Tabla de posiciones
| Pos. | Equipo              | Pts. | PJ | PG | PE | PP | GF | GC | Dif. |
| ---- | ------------------- | ---- | -- | -- | -- | -- | -- | -- | ---- |
| 1.º  | L. D. Alajuelense   | 51   | 22 | 16 | 3  | 3  | 46 | 21 | 25   |
| 2.º  | C. S. Herediano     | 35   | 22 | 10 | 5  | 7  | 30 | 26 | 4    |
| 3.º  | Santos de Guápiles  | 32   | 22 | 8  | 8  | 6  | 35 | 31 | 4    |
| 4.º  | Liberia             | 31   | 22 | 8  | 7  | 7  | 36 | 32 | 4    |
| 5.º  | Deportivo Saprissa  | 30   | 22 | 9  | 3  | 10 | 39 | 33 | 6    |
| 6.º  | Pérez Zeledón       | 30   | 22 | 9  | 3  | 10 | 32 | 30 | 2    |
| 7.º  | A. D. Santa Bárbara | 29   | 22 | 6  | 11 | 5  | 31 | 31 | 0    |
| 8.º  | C. S. Cartaginés    | 29   | 22 | 7  | 8  | 7  | 27 | 27 | 0    |
| 9.º  | A. D. Municipal Osa | 26   | 22 | 6  | 8  | 8  | 26 | 30 | −4   |
| 10.º | A. D. Carmelita     | 24   | 22 | 6  | 6  | 10 | 27 | 41 | −14  |
| 11.º | A. D. San Carlos    | 23   | 22 | 6  | 5  | 11 | 23 | 32 | −9   |
| 12.º | A. D. Limonense     | 19   | 22 | 4  | 7  | 11 | 28 | 46 | −18  |

|  | Campeón del torneo |

### Tabla acumulada de la temporada
| Pos. | Equipo              | Pts. | PJ | PG | PE | PP | GF | GC | Dif. |
| ---- | ------------------- | ---- | -- | -- | -- | -- | -- | -- | ---- |
| 1.º  | L. D. Alajuelense   | 91   | 44 | 27 | 10 | 7  | 95 | 49 | 46   |
| 2.º  | Santos de Guápiles  | 76   | 44 | 20 | 16 | 8  | 78 | 55 | 23   |
| 3.º  | Deportivo Saprissa  | 71   | 44 | 20 | 11 | 13 | 85 | 65 | 20   |
| 4.º  | C. S. Herediano     | 67   | 44 | 18 | 13 | 13 | 66 | 54 | 12   |
| 5.º  | Liberia             | 57   | 44 | 15 | 12 | 17 | 61 | 65 | −4   |
| 6.º  | A. D. Santa Bárbara | 57   | 44 | 13 | 18 | 13 | 65 | 64 | 1    |
| 7.º  | A. D. San Carlos    | 53   | 44 | 13 | 14 | 17 | 61 | 68 | −7   |
| 8.º  | A. D. Carmelita     | 51   | 44 | 13 | 12 | 19 | 57 | 75 | −18  |
| 9.º  | Pérez Zeledón       | 51   | 44 | 14 | 9  | 21 | 54 | 61 | −7   |
| 10.º | C. S. Cartaginés    | 50   | 44 | 11 | 17 | 16 | 56 | 70 | −14  |
| 11.º | A. D. Municipal Osa | 49   | 44 | 12 | 13 | 19 | 48 | 66 | −18  |
| 12.º | A. D. Limonense     | 40   | 44 | 9  | 13 | 22 | 56 | 88 | −32  |

|  | Clasificado para la Copa Interclubes de la UNCAF 2002 |
|  | Descendido a Segunda División                         |

### Resumen de resultados
| Local / Visita      | ADC   | ADL   | SB    | SC    | CSC   | CSH   | SAP   | LDA   | LIB   | OSA   | MPZ   | SAN   |
| ------------------- | ----- | ----- | ----- | ----- | ----- | ----- | ----- | ----- | ----- | ----- | ----- | ----- |
| A. D. Carmelita     |       | 2 - 2 | 2 - 2 | 2 - 1 | 0 - 0 | 1 - 1 | 0 - 2 | 1 - 5 | 2 - 0 | 0 - 0 | 3 - 1 | 2 - 1 |
| A. D. Limonense     | 2 - 2 |       | 3 - 3 | 1 - 1 | 3 - 1 | 4 - 2 | 2 - 2 | 1 - 2 | 1 - 2 | 0 - 0 | 2 - 1 | 1 - 2 |
| A. D. Santa Bárbara | 2 - 1 | 2 - 3 |       | 2 - 1 | 2 - 2 | 0 - 0 | 3 - 2 | 1 - 1 | 2 - 1 | 1 - 1 | 1 - 1 | 0 - 0 |
| A. D. San Carlos    | 1 - 1 | 1 - 0 | 2 - 0 |       | 1 - 1 | 0 - 1 | 2 - 1 | 1 - 4 | 1 - 1 | 1 - 0 | 2 - 1 | 0 - 0 |
| C. S. Cartaginés    | 2 - 1 | 3 - 1 | 1 - 3 | 2 - 1 |       | 0 - 0 | 2 - 0 | 1 - 1 | 2 - 2 | 1 - 1 | 1 - 0 | 2 - 1 |
| C. S. Herediano     | 2 - 1 | 4 - 0 | 3 - 1 | 3 - 2 | 1 - 0 |       | 0 - 1 | 1 - 2 | 1 - 1 | 1 - 0 | 3 - 0 | 2 - 2 |
| Deportivo Saprissa  | 6 - 1 | 5 - 0 | 2 - 2 | 2 - 1 | 0 - 1 | 1 - 0 |       | 1 - 2 | 5 - 1 | 3 - 2 | 2 - 3 | 0 - 2 |
| L. D. Alajuelense   | 3 - 1 | 1 - 0 | 1 - 2 | 1 - 0 | 4 - 2 | 2 - 0 | 2 - 0 |       | 0 - 1 | 3 - 1 | 2 - 1 | 2 - 1 |
| Liberia             | 3 - 0 | 5 - 0 | 1 - 1 | 2 - 1 | 1 - 0 | 1 - 2 | 1 - 1 | 1 - 3 |       | 4 - 1 | 3 - 0 | 1 - 1 |
| Municipal Osa       | 1 - 2 | 1 - 0 | 1 - 1 | 1 - 0 | 0 - 0 | 3 - 0 | 2 - 1 | 2 - 2 | 3 - 1 |       | 0 - 3 | 3 - 3 |
| Pérez Zeledón       | 2 - 0 | 2 - 0 | 1 - 0 | 4 - 0 | 1 - 3 | 3 - 0 | 0 - 1 | 1 - 0 | 4 - 2 | 1 - 1 |       | 0 - 2 |
| Santos de Guápiles  | 2 - 1 | 2 - 2 | 0 - 1 | 3 - 2 | 2 - 1 | 1 - 3 | 4 - 1 | 1 - 3 | 1 - 1 | 1 - 2 | 2 - 2 |       |

|  | Victoria del equipo local     |
|  | Empate                        |
|  | Victoria del equipo visitante |

## Final nacional

### Alajuelense - Santos
| Ida; 4 de mayo de 2002, 19:00 | Santos de Guápiles                                                  | 2:2 (2:1) | L. D. Alajuelense                                               | Estadio Ebal Rodríguez, Guápiles, Limón |                            |
|                               | - Andy Herron 17' (Athim Rooper ) - Athim Rooper 42' (Andy Herron ) | Reporte   | - Erick Scott 11' (Steven Bryce ) - Federico Urrutia 69' (a.g.) | Árbitro(s): Wálter Quesada              | Árbitro(s): Wálter Quesada |

| Vuelta; 7 de mayo de 2002, 20:00 | L. D. Alajuelense                                                                                                  | 4:0 (3:0) | Santos de Guápiles | Estadio Morera Soto, Alajuela |                           |
|                                  | - Erick Scott 15' (Rolando Fonseca ) 44' (Steven Bryce ) 46' (Carlos Castro ) - Rolando Fonseca 22' (Erick Scott ) | Reporte   |                    | Árbitro(s): Carlos Fallas     | Árbitro(s): Carlos Fallas |

#### Final - ida
| -     | POR   | José Pablo Camacho    |     |
|       | DEF   | Ricardo Harris        |     |
|       | DEF   | Ronald Rodríguez      |     |
|       | DEF   | Federico Urrutia      |     |
|       | DEF   | Roberto Wong          |     |
|       | MED   | Carlos Quirós         |     |
|       | MED   | Max Sánchez           |     |
|       | MED   | José Francisco Alfaro | 85' |
|       | MED   | Rayner Robinson       | 72' |
|       | DEL   | Andy Herron           | 57' |
|       | DEL   | Athim Rooper          |     |
| D. T. | D. T. | Ronald Mora           |     |

| -     | POR   | Álvaro Mesén     |     |
|       | DEF   | Luis Marín       |     |
|       | DEF   | Pablo Chinchilla |     |
|       | DEF   | Harold Wallace   |     |
|       | DEF   | Carlos Castro    |     |
|       | MED   | Sandro Alfaro    |     |
|       | MED   | Mauricio Solís   |     |
|       | MED   | Steven Bryce     | 68' |
|       | MED   | Wilmer López     |     |
|       | DEL   | Rolando Fonseca  | 52' |
|       | DEL   | Erick Scott      | 63' |
| D. T. | D. T. | Jorge Luis Pinto |     |

| - | Delantero | Kendall Wilson | 57' |
|   | Delantero | Kurt Bernard   | 72' |
|   | Delantero | Andy Furtado   | 85' |

| - | Centrocampista | Vicente Rocela  | 52' |
|   | Delantero      | Josef Miso      | 63' |
|   | Delantero      | Pablo Izaguirre | 68' |

| 17' · 42' | Andy Herron Athim Rooper | 1:1 2:1 |

| 11' · 69' (a.g.) | Erick Scott Federico Urrutia | 0:1 2:2 |

| 77' | Ricardo Harris |

| Principal  | Wálter Quesada |
| Asistentes | Luis Hidalgo   |
|            | Luis Román     |

| -     | POR   | José Pablo Camacho    |     |
|       | DEF   | Ricardo Harris        |     |
|       | DEF   | Ronald Rodríguez      |     |
|       | DEF   | Federico Urrutia      |     |
|       | DEF   | Roberto Wong          |     |
|       | MED   | Carlos Quirós         |     |
|       | MED   | Max Sánchez           |     |
|       | MED   | José Francisco Alfaro | 85' |
|       | MED   | Rayner Robinson       | 72' |
|       | DEL   | Andy Herron           | 57' |
|       | DEL   | Athim Rooper          |     |
| D. T. | D. T. | Ronald Mora           |     |

| -     | POR   | Álvaro Mesén     |     |
|       | DEF   | Luis Marín       |     |
|       | DEF   | Pablo Chinchilla |     |
|       | DEF   | Harold Wallace   |     |
|       | DEF   | Carlos Castro    |     |
|       | MED   | Sandro Alfaro    |     |
|       | MED   | Mauricio Solís   |     |
|       | MED   | Steven Bryce     | 68' |
|       | MED   | Wilmer López     |     |
|       | DEL   | Rolando Fonseca  | 52' |
|       | DEL   | Erick Scott      | 63' |
| D. T. | D. T. | Jorge Luis Pinto |     |

| - | Delantero | Kendall Wilson | 57' |
|   | Delantero | Kurt Bernard   | 72' |
|   | Delantero | Andy Furtado   | 85' |

| - | Centrocampista | Vicente Rocela  | 52' |
|   | Delantero      | Josef Miso      | 63' |
|   | Delantero      | Pablo Izaguirre | 68' |

| 17' · 42' | Andy Herron Athim Rooper | 1:1 2:1 |

| 11' · 69' (a.g.) | Erick Scott Federico Urrutia | 0:1 2:2 |

| 77' | Ricardo Harris |

| Principal  | Wálter Quesada |
| Asistentes | Luis Hidalgo   |
|            | Luis Román     |

| -     | POR   | José Pablo Camacho    |     |
|       | DEF   | Ricardo Harris        |     |
|       | DEF   | Ronald Rodríguez      |     |
|       | DEF   | Federico Urrutia      |     |
|       | DEF   | Roberto Wong          |     |
|       | MED   | Carlos Quirós         |     |
|       | MED   | Max Sánchez           |     |
|       | MED   | José Francisco Alfaro | 85' |
|       | MED   | Rayner Robinson       | 72' |
|       | DEL   | Andy Herron           | 57' |
|       | DEL   | Athim Rooper          |     |
| D. T. | D. T. | Ronald Mora           |     |

| -     | POR   | Álvaro Mesén     |     |
|       | DEF   | Luis Marín       |     |
|       | DEF   | Pablo Chinchilla |     |
|       | DEF   | Harold Wallace   |     |
|       | DEF   | Carlos Castro    |     |
|       | MED   | Sandro Alfaro    |     |
|       | MED   | Mauricio Solís   |     |
|       | MED   | Steven Bryce     | 68' |
|       | MED   | Wilmer López     |     |
|       | DEL   | Rolando Fonseca  | 52' |
|       | DEL   | Erick Scott      | 63' |
| D. T. | D. T. | Jorge Luis Pinto |     |

| - | Delantero | Kendall Wilson | 57' |
|   | Delantero | Kurt Bernard   | 72' |
|   | Delantero | Andy Furtado   | 85' |

| - | Centrocampista | Vicente Rocela  | 52' |
|   | Delantero      | Josef Miso      | 63' |
|   | Delantero      | Pablo Izaguirre | 68' |

| 17' · 42' | Andy Herron Athim Rooper | 1:1 2:1 |

| 11' · 69' (a.g.) | Erick Scott Federico Urrutia | 0:1 2:2 |

| 77' | Ricardo Harris |

| Principal  | Wálter Quesada |
| Asistentes | Luis Hidalgo   |
|            | Luis Román     |

| -     | POR   | José Pablo Camacho    |     |
|       | DEF   | Ricardo Harris        |     |
|       | DEF   | Ronald Rodríguez      |     |
|       | DEF   | Federico Urrutia      |     |
|       | DEF   | Roberto Wong          |     |
|       | MED   | Carlos Quirós         |     |
|       | MED   | Max Sánchez           |     |
|       | MED   | José Francisco Alfaro | 85' |
|       | MED   | Rayner Robinson       | 72' |
|       | DEL   | Andy Herron           | 57' |
|       | DEL   | Athim Rooper          |     |
| D. T. | D. T. | Ronald Mora           |     |

| -     | POR   | Álvaro Mesén     |     |
|       | DEF   | Luis Marín       |     |
|       | DEF   | Pablo Chinchilla |     |
|       | DEF   | Harold Wallace   |     |
|       | DEF   | Carlos Castro    |     |
|       | MED   | Sandro Alfaro    |     |
|       | MED   | Mauricio Solís   |     |
|       | MED   | Steven Bryce     | 68' |
|       | MED   | Wilmer López     |     |
|       | DEL   | Rolando Fonseca  | 52' |
|       | DEL   | Erick Scott      | 63' |
| D. T. | D. T. | Jorge Luis Pinto |     |

| - | Delantero | Kendall Wilson | 57' |
|   | Delantero | Kurt Bernard   | 72' |
|   | Delantero | Andy Furtado   | 85' |

| - | Centrocampista | Vicente Rocela  | 52' |
|   | Delantero      | Josef Miso      | 63' |
|   | Delantero      | Pablo Izaguirre | 68' |

| 17' · 42' | Andy Herron Athim Rooper | 1:1 2:1 |

| 11' · 69' (a.g.) | Erick Scott Federico Urrutia | 0:1 2:2 |

| 77' | Ricardo Harris |

| Principal  | Wálter Quesada |
| Asistentes | Luis Hidalgo   |
|            | Luis Román     |

#### Final - vuelta
| -     | POR   | Álvaro Mesén     |     |
|       | DEF   | Harold Wallace   |     |
|       | DEF   | Luis Marín       |     |
|       | DEF   | Pablo Chinchilla |     |
|       | DEF   | Carlos Castro    |     |
|       | MED   | Sandro Alfaro    |     |
|       | MED   | Mauricio Solís   |     |
|       | MED   | Wilmer López     | 90' |
|       | MED   | Steven Bryce     |     |
|       | DEL   | Rolando Fonseca  |     |
|       | DEL   | Erick Scott      | 75' |
| D. T. | D. T. | Jorge Luis Pinto |     |

| -     | POR   | José Pablo Camacho    |     |
|       | DEF   | Carlos Rodríguez      |     |
|       | DEF   | Ronald Rodríguez      |     |
|       | DEF   | Federico Urrutia      |     |
|       | DEF   | Roberto Wong          |     |
|       | MED   | Carlos Quirós         | 46' |
|       | MED   | Max Sánchez           |     |
|       | MED   | José Francisco Alfaro | 53' |
|       | MED   | Rayner Robinson       | 53' |
|       | DEL   | Andy Herron           |     |
|       | DEL   | Athim Rooper          |     |
| D. T. | D. T. | Ronald Mora           |     |

| - | Centrocampista | Vicente Rocela  | 75' |
|   | Delantero      | Pablo Izaguirre | 90' |

| - | Delantero | Armando Gutiérrez | 46' |
|   | Delantero | Kurt Bernard      | 53' |
|   | Delantero | Kendall Wilson    | 53' |

| 15' · 22' · 44' · 46' | Erick Scott Rolando Fonseca Erick Scott | 1:0 2:0 3:0 4:0 |

| 66' · 67' | Rolando Fonseca Carlos Castro |

| 68' | Andy Herron |

| Principal  | Carlos Fallas       |
| Asistentes | Luis Román          |
|            | José Manuel Pereira |

| -     | POR   | Álvaro Mesén     |     |
|       | DEF   | Harold Wallace   |     |
|       | DEF   | Luis Marín       |     |
|       | DEF   | Pablo Chinchilla |     |
|       | DEF   | Carlos Castro    |     |
|       | MED   | Sandro Alfaro    |     |
|       | MED   | Mauricio Solís   |     |
|       | MED   | Wilmer López     | 90' |
|       | MED   | Steven Bryce     |     |
|       | DEL   | Rolando Fonseca  |     |
|       | DEL   | Erick Scott      | 75' |
| D. T. | D. T. | Jorge Luis Pinto |     |

| -     | POR   | José Pablo Camacho    |     |
|       | DEF   | Carlos Rodríguez      |     |
|       | DEF   | Ronald Rodríguez      |     |
|       | DEF   | Federico Urrutia      |     |
|       | DEF   | Roberto Wong          |     |
|       | MED   | Carlos Quirós         | 46' |
|       | MED   | Max Sánchez           |     |
|       | MED   | José Francisco Alfaro | 53' |
|       | MED   | Rayner Robinson       | 53' |
|       | DEL   | Andy Herron           |     |
|       | DEL   | Athim Rooper          |     |
| D. T. | D. T. | Ronald Mora           |     |

| - | Centrocampista | Vicente Rocela  | 75' |
|   | Delantero      | Pablo Izaguirre | 90' |

| - | Delantero | Armando Gutiérrez | 46' |
|   | Delantero | Kurt Bernard      | 53' |
|   | Delantero | Kendall Wilson    | 53' |

| 15' · 22' · 44' · 46' | Erick Scott Rolando Fonseca Erick Scott | 1:0 2:0 3:0 4:0 |

| 66' · 67' | Rolando Fonseca Carlos Castro |

| 68' | Andy Herron |

| Principal  | Carlos Fallas       |
| Asistentes | Luis Román          |
|            | José Manuel Pereira |

| -     | POR   | Álvaro Mesén     |     |
|       | DEF   | Harold Wallace   |     |
|       | DEF   | Luis Marín       |     |
|       | DEF   | Pablo Chinchilla |     |
|       | DEF   | Carlos Castro    |     |
|       | MED   | Sandro Alfaro    |     |
|       | MED   | Mauricio Solís   |     |
|       | MED   | Wilmer López     | 90' |
|       | MED   | Steven Bryce     |     |
|       | DEL   | Rolando Fonseca  |     |
|       | DEL   | Erick Scott      | 75' |
| D. T. | D. T. | Jorge Luis Pinto |     |

| -     | POR   | José Pablo Camacho    |     |
|       | DEF   | Carlos Rodríguez      |     |
|       | DEF   | Ronald Rodríguez      |     |
|       | DEF   | Federico Urrutia      |     |
|       | DEF   | Roberto Wong          |     |
|       | MED   | Carlos Quirós         | 46' |
|       | MED   | Max Sánchez           |     |
|       | MED   | José Francisco Alfaro | 53' |
|       | MED   | Rayner Robinson       | 53' |
|       | DEL   | Andy Herron           |     |
|       | DEL   | Athim Rooper          |     |
| D. T. | D. T. | Ronald Mora           |     |

| - | Centrocampista | Vicente Rocela  | 75' |
|   | Delantero      | Pablo Izaguirre | 90' |

| - | Delantero | Armando Gutiérrez | 46' |
|   | Delantero | Kurt Bernard      | 53' |
|   | Delantero | Kendall Wilson    | 53' |

| 15' · 22' · 44' · 46' | Erick Scott Rolando Fonseca Erick Scott | 1:0 2:0 3:0 4:0 |

| 66' · 67' | Rolando Fonseca Carlos Castro |

| 68' | Andy Herron |

| Principal  | Carlos Fallas       |
| Asistentes | Luis Román          |
|            | José Manuel Pereira |

| -     | POR   | Álvaro Mesén     |     |
|       | DEF   | Harold Wallace   |     |
|       | DEF   | Luis Marín       |     |
|       | DEF   | Pablo Chinchilla |     |
|       | DEF   | Carlos Castro    |     |
|       | MED   | Sandro Alfaro    |     |
|       | MED   | Mauricio Solís   |     |
|       | MED   | Wilmer López     | 90' |
|       | MED   | Steven Bryce     |     |
|       | DEL   | Rolando Fonseca  |     |
|       | DEL   | Erick Scott      | 75' |
| D. T. | D. T. | Jorge Luis Pinto |     |

| -     | POR   | José Pablo Camacho    |     |
|       | DEF   | Carlos Rodríguez      |     |
|       | DEF   | Ronald Rodríguez      |     |
|       | DEF   | Federico Urrutia      |     |
|       | DEF   | Roberto Wong          |     |
|       | MED   | Carlos Quirós         | 46' |
|       | MED   | Max Sánchez           |     |
|       | MED   | José Francisco Alfaro | 53' |
|       | MED   | Rayner Robinson       | 53' |
|       | DEL   | Andy Herron           |     |
|       | DEL   | Athim Rooper          |     |
| D. T. | D. T. | Ronald Mora           |     |

| - | Centrocampista | Vicente Rocela  | 75' |
|   | Delantero      | Pablo Izaguirre | 90' |

| - | Delantero | Armando Gutiérrez | 46' |
|   | Delantero | Kurt Bernard      | 53' |
|   | Delantero | Kendall Wilson    | 53' |

| 15' · 22' · 44' · 46' | Erick Scott Rolando Fonseca Erick Scott | 1:0 2:0 3:0 4:0 |

| 66' · 67' | Rolando Fonseca Carlos Castro |

| 68' | Andy Herron |

| Principal  | Carlos Fallas       |
| Asistentes | Luis Román          |
|            | José Manuel Pereira |

|                           |
| Campeón L. D. Alajuelense |
| 22° título                |

## Estadísticas

### Tabla de goleadores
Lista con los máximos anotadores de la temporada.
| Pos. | Jugador               | Equipo              | Goles |
| ---- | --------------------- | ------------------- | ----- |
| 1.º  | Johnny Cubero         | A. D. San Carlos    | 19    |
| 2.º  | Víctor Núñez          | A. D. Santa Bárbara | 17    |
| 2.º  | Taylor Morales        | Pérez Zeledón       | 17    |
| 4.º  | Olman Oviedo          | Santos de Guápiles  | 15    |
| 5.º  | Bill González         | Liberia             | 14    |
| 5.º  | Alejandro Alpízar     | Pérez Zeledón       | 14    |
| 5.º  | Jacob Sloth Bennedsen | C. S. Cartaginés    | 14    |
| 5.º  | Danny Fonseca         | C. S. Cartaginés    | 14    |
| 9.º  | Rayner Robinson       | Santos de Guápiles  | 13    |
| 9.º  | Erick Scott           | L. D. Alajuelense   | 13    |
| 9.º  | Jorge Ramírez         | Deportivo Saprissa  | 13    |
| 12.º | Minor Díaz            | C. S. Herediano     | 12    |
| 13.º | Álvaro Saborío        | Deportivo Saprissa  | 11    |
| 13.º | Rolando Fonseca       | L. D. Alajuelense   | 11    |
| 15.º | Alonso Solís          | Deportivo Saprissa  | 10    |
| 15.º | Whayne Wilson         | C. S. Herediano     | 10    |
| 15.º | Steven Bryce          | L. D. Alajuelense   | 10    |
| 15.º | Andy Herron           | Santos de Guápiles  | 10    |
| 19.º | Claudio Ciccia        | L. D. Alajuelense   | 9     |
| 19.º | Erick Jiménez         | L. D. Alajuelense   | 9     |
| 19.º | Pablo Izaguirre       | L. D. Alajuelense   | 9     |
| 19.º | Sandro Alfaro         | L. D. Alajuelense   | 9     |
| 19.º | Trino de la O         | A. D. Limonense     | 9     |
| 19.º | Víctor Abelenda       | A. D. San Carlos    | 9     |
| 19.º | Marcelo Bruno         | A. D. Carmelita     | 9     |
| 26.º | Walter Centeno        | Deportivo Saprissa  | 8     |
| 26.º | Kurt Bernard          | Santos de Guápiles  | 8     |
| 26.º | Ricardo Douglas       | A. D. Limonense     | 8     |
| 26.º | Juan Carlos Arguedas  | A. D. Carmelita     | 8     |
| 26.º | Pércival Piggott      | Liberia             | 8     |
| 26.º | Julio Víquez          | A. D. Municipal Osa | 8     |

### Tabla de asistentes
Lista con los máximos asistentes de la temporada.
| Pos. | Jugador        | Equipo              | Asistencias |
| ---- | -------------- | ------------------- | ----------- |
| 1.º  | Kenneth Vargas | A. D. Santa Bárbara | 19          |
| 2.º  | Wilmer López   | L. D. Alajuelense   | 13          |
| 3.º  | Kervin Lacey   | Deportivo Saprissa  | 12          |